# Bistum Yagoua
Das Bistum Yagoua (lat.: Dioecesis Yaguanus) ist eine in Kamerun gelegene römisch-katholische Diözese mit Sitz in Yagoua.

## Geschichte
Das Bistum Yagoua wurde am 11. März 1968 durch Papst Paul VI. aus Gebietsabtretungen des Bistums Garoua als Apostolische Präfektur Yagoua errichtet. Am 29. Januar 1973 wurde die Apostolische Präfektur Yagoua durch Paul VI. zum Bistum erhoben und dem Erzbistum Yaoundé als Suffraganbistum unterstellt. Das Bistum Yagoua wurde am 18. März 1982 dem Erzbistum Garoua als Suffraganbistum unterstellt.

## Ordinarien

### Apostolische Präfekten von Yagoua
- Louis Charpenet OMI, 1968–1973

### Bischöfe von Yagoua
- Louis Charpenet OMI, 1973–1977
- Christian Wiyghan Tumi, 1979–1982, dann Koadjutorerzbischof von Garoua
- Antoine Ntalou, 1982–1992, dann Erzbischof von Garoua
- Emmanuel Bushu, 1992–2006, dann Bischof von Buéa
- Barthélemy Yaouda Hourgo, seit 2008